# Lunan, Tangshan
Lunan är ett stadsdistrikt och säte för stadsfullmäktige i Tangshan i Hebei-provinsen i norra Kina.